# Freetown
|  | Aquest article tracta sobre la ciutat de Sierra Leone. Si cerqueu la localitat estatunidenca, vegeu «Freetown (Massachusetts)». |

Freetown és la capital i la ciutat més gran de Sierra Leone, amb una població d'1.070.200 (2004).

## Història
Va ser fundada en l'any 1787 pels anglesos per a allotjar allí als esclaus alliberats durant la campanya de Sierra Leone, d'aquí l'origen del seu nom (Ciutat Lliure).
L'assentament va ser cremat per les tribus el 1790. El 1792 una nova expedició d'esclaus arriba a Freetown, aquesta vegada venien des de Nova Escòcia. El poble va sobreviure a un assalt francès el 1794. Els habitants es van rebel·lar el 1800 però els britànics van reprendre el control de la ciutat, començant a més amb un expansionisme propi de l'època, que va conduir i la creació de l'actual Sierra Leone.
El 1808 la comunitat va ser declarada colònia britànica. Entre 1808 i 1874, la ciutat va servir com base d'operacions i com capital de la colònia britànica de l'occident d'Àfrica. La ciutat va créixer fortament gràcies a l'arribada de milers de nous esclaus lliures que arribaven de totes les colònies britàniques. L'alliberament en massa es va deure a la col·laboració dels esclaus en les Guerres Napoleòniques sota ordres britàniques.
Durant la Segona Guerra Mundial el Regne Unit va mantenir una base naval a Freetown. Els descendents dels esclaus alliberats són denominats creoles (criolls) i ocupen un paper important en la capital encara que són una minoria nacional.
Durant els anys 1990 la ciutat es va veure embolicada en cruents enfrontaments. El 1998 les tropes de ECOWAS van prendre la ciutat per a restaurar al president Ahmad Teixeixin Kabbah. Després la ciutat va ser atacada pel Front Revolucionari Unit encara que sense èxit.

## Economia
La indústria de la ciutat es dedica principalment a la producció de cigars, la refineria de petroli, la pesca, la talla de diamants, entre altres activitats. En la indústria agrícola destaca el cafè, cacau, dàtils i oli.
Destaquen el Museu Nacional, el Palau de les Corts, l'església de Sant Joan: construïda al voltant de 1820; La catedral de Sant Jordi acabada el 1828; la mesquita de Foulah Town, construïda el 1830; l'església del Sagrat Cor, construïda al segle XIX; l'arbre de cotó (Cotton tree), té més de 500 anys d'existència; platges de Freetown; Hamilton, Luley i Lakka.

## Personatges il·lustres
- Dele Charley (1948), escriptor.